# 亚历山德罗夫红旗歌舞团
亚历山德罗夫红旗歌舞团，全称俄罗斯军队获得两次红旗勋章的亚·瓦·亚历山德罗夫学院歌舞团（俄語：Дважды Краснознаменный академический ансамбль песни и пляски Российской Армии имени А.В.Александрова），是成立于1928年的歌舞艺术团体，为苏联、现俄罗斯武装部队的官方歌舞乐团，也是现今最为著名的军乐团体。红旗歌舞团的前身为苏联红军歌舞团，以首任团长的姓名命名，曾荣获两次红旗勋章。早期歌舞团全称为“获得两次红旗勋章的苏联红军亚·瓦·亚历山德罗夫歌舞团”（Дважды Краснознаменный академический ансамбль песни и пляски Советской Армии имени А.В.Александрова），苏联解体后改为现名。
红旗歌舞团的编制下有男声合唱团、舞蹈团及管弦乐队，他们在俄罗斯及全球范围内进行巡演。歌舞团主要表演军乐、民谣、歌剧乐曲及流行乐曲等多种类型的音乐作品，其著名的曲目包括《喀秋莎》《卡琳卡》《斯拉夫女人的告别》等。
2016年12月25日，歌舞团艺术总监瓦列里及其他63名歌舞团成员在前往叙利亚进行表演的途中遭遇空难。他们原计划为当地俄罗斯军队庆祝圣诞节，此空难致使歌舞团严重减员，不得不取消次年的演出安排。在历经数个月的选拔及训练后，歌舞团恢复巡演日程。现任团长为根纳季·萨切纽克。

## 历史沿革

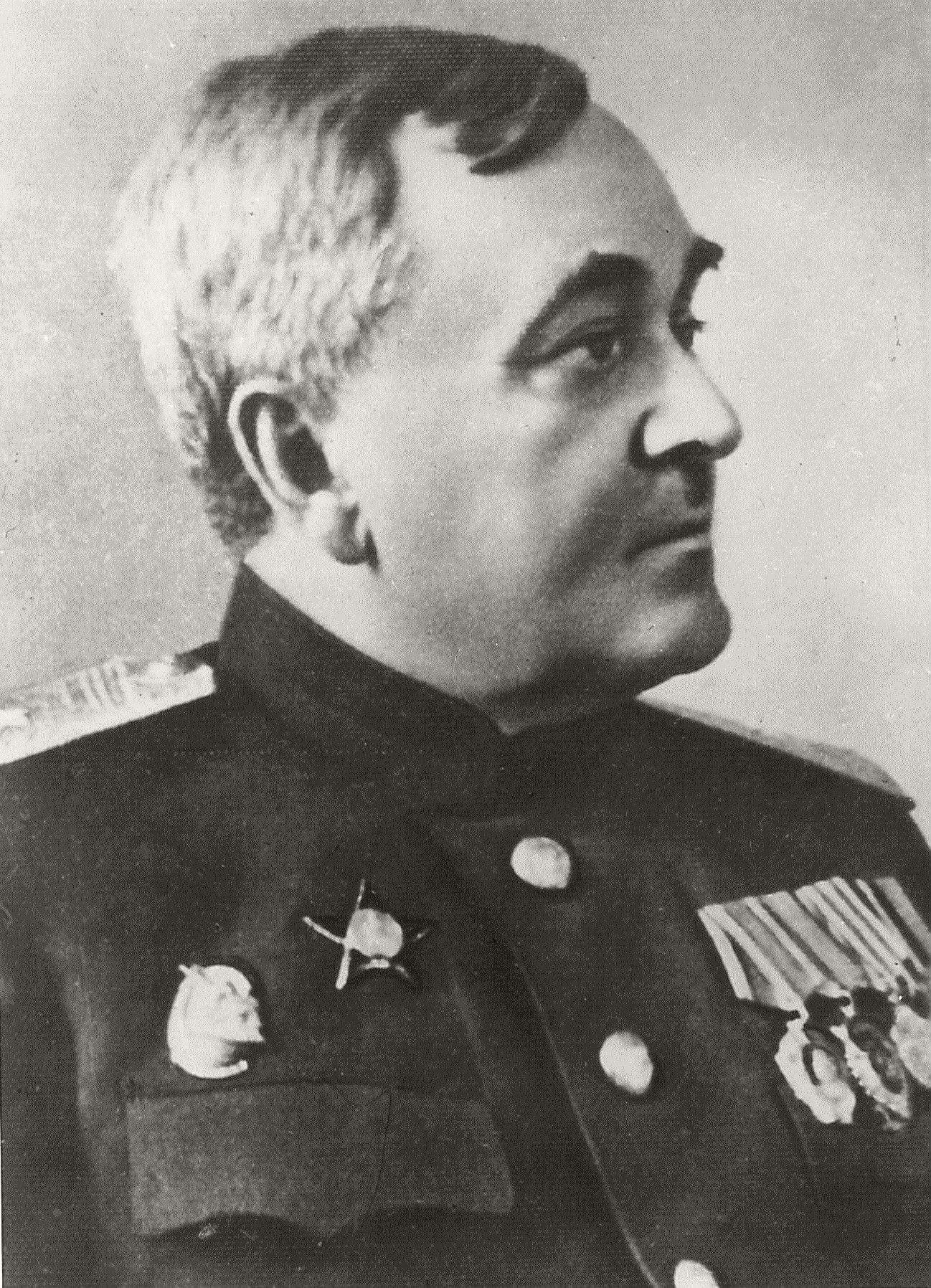
红旗歌舞团首任艺术总监亚·瓦·亚历山德罗夫

红旗歌舞团的创立有两种不同的版本，其中一说为歌舞团创始人是名为菲利克斯·尼可拉维奇·丹尼洛维奇的剧院总监。他要从莫斯科的三名指挥中挑出歌舞团的首任艺术总监，这三人分别为达尼林、切斯诺科夫和亚历山德罗夫，最终亚历山德罗夫被选中。此说法主要表明了亚历山德罗夫并非团创始人。第二版本则说红旗歌舞团最初是1928年自伏龙芝红军中央乐团分离而出，后在斯大林的命令下迁往莫斯科。红旗歌舞团此时为伏龙芝红军下属乐团，被简称为红军合唱团。团内最早共有12名成员，包括了一个八重唱组合、两名舞者、一名巴扬手风琴琴手及一名背诵者，他们于1928年10月12日举行了第一场演出。这次演出被冠名为“歌中的第二十二克拉斯诺达尔师”，并由亚历山德罗夫亲自指挥演出，内容主要为关于军旅生活的短音乐剧场景，其中包括了有关于第一机械化军、远东特殊部队及马格尼托斯特利的歌。1929年，歌舞团前往远东地区为远东铁路的军队提供娱乐。
为了在军队体系内发展业余艺术并鼓励士兵对好的音乐感兴趣，红旗歌舞团扩张至三百人的规模。在三十年代，红旗歌舞团以苏联歌曲的宣传机器的身份成名，演出了许多由鲍里斯·莫科拉瑟夫等作曲家所编写的原创乐曲。它于1935年被授予红旗勋章，因此改名为获得一次红旗勋章的苏联红军歌舞团。1937年，在法国巴黎主持举行的国际现代生活艺术科技展期间，红旗歌舞团举行了一次演出并获得了评委所给的最高奖项。后在二战期间，红旗歌舞团于东线前线战场、炮台、机场及医院等地为士兵演出总计超过1500场次。
1946年，亚历山大·亚历山德罗夫去世，红旗歌舞团预计在东德的演出也被取消，而后其子鲍里斯·亚历山德罗夫接手了红旗歌舞团。直到1948年，一名美国军官提议于柏林御林广场举办一次演奏会，此项提议受到了当时法占区指挥官的支持。最后苏联选择了红旗歌舞团为演奏团体，让他们在广场一个临时搭建的舞台上开展了一次持续三个小时的表演，当时广场上约有三万名观众。此次演出中，曲目包含了德国歌剧及俄罗斯传统民谣，并在男高音维克多·伊凡诺维奇·尼基廷的建议下又多加了德国的传统民谣。后尼基廷连续唱了三次卡琳卡，表演全程由Radio DDR 1于1985年压制出版。
晚年的鲍里斯回忆说这场表演非常难忘，是乐团历史中显眼的存在。他认为这是一次创造性的改变，将战时军乐换成了战后放松的和乐，而这些改变也很重要，包括让歌舞团恢复其在战前的角色-表演经典、民谣为主。他指出在战前本有200名专业歌手，而等到战后只剩下了60名。

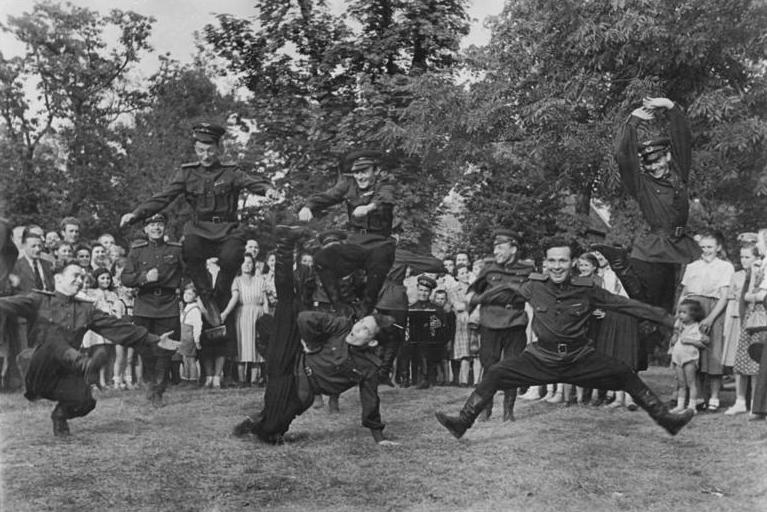
1951年歌舞团舞者在布达佩斯表演

在鲍里斯领导时期，红旗歌舞团开始多次在外演出，在全球范围内获得了高度评价。1987年，鲍里斯退休，伊戈尔·阿戈弗尼科夫成为新任艺术总监，阿纳托利·马尔采夫则成为团长。曾为歌舞团一员的列昂尼德·卡利托诺夫回忆说在鲍里斯时代的红旗歌舞团训练有素，他们可以在没有指挥的情况下一同演唱，在加拿大的一次演唱会中，鲍里斯让歌舞团自行演出近半小时而没有指挥。
1990年代，红旗歌舞团因和流行团体列宁格勒牛仔合作开办演唱会而成为流行文化中的一员。他们最初在1993年于赫尔辛基元老院广场举办了一次演唱会，当时有近七万名观众在场。后当列宁格勒牛仔于柏林的中心花园开演唱会时，红旗歌舞团代表红军向德国告别。至二十一世纪，红旗歌舞团的规模维持在300多人，被公认为俄罗斯历史最悠久、规模最宏大、级别最高、最负盛名的军队歌舞艺术团体以及世界最优秀的男声合唱团之一，其成员的准入资格以严谨著称。在其影响之下，世界各国的军队陆续建立了各自的军队歌舞团系统，比如中国人民解放军总政治部歌舞团等。
2016年12月25日，红旗歌舞团的团长瓦列里·哈利洛夫率64名团员前往位于叙利亚拉塔基亚的克美明空军基地，计划出席那里的新年音乐会。他们所乘坐的俄罗斯国防部图-154飞机（编号：RA-85572）在途中坠毁，乘客及机组人员全部遇难。这次空难使得红旗歌舞团经受了非常严重的损员情况，致使他们不得不取消了计划于2017年所举办的演唱会。于2017年中，新任团长根纳季·萨切纽克宣布红旗歌舞团已恢复，可以继续演出。
2018年1月4日，红旗歌舞团在重建后第一次前往中国，在北京国家大剧院登台演出，曲目包括《神圣的战争》《卡琳卡》及《喀秋莎》等。

## 要事年表
- 1928年成立，最初名称为“红军歌曲乐团”，只有12名成员。
- 1935年被苏联共产党（布尔什维克）中央委员会授予“荣誉红旗”和红星勋章，自此该团体开始被称为“红旗歌舞团”。
- 1944年元旦夜在该团团长、苏联国歌作曲者亚历山大·瓦西里耶维奇·亚历山德罗夫的指挥下，通过广播首次演唱了苏联国歌。
- 1945年5月9日在莫斯科的克里姆林宫和柴可夫斯基音乐厅举行了庆祝苏联卫国战争胜利的音乐会。
- 1949年为纪念该团创始人亚历山大·瓦西里耶维奇·亚历山德罗夫，歌舞团命名为“亚历山德罗夫红旗歌舞团”；并获得苏联最高苏维埃再次授予红旗勋章，使该团成为唯一两次获此荣誉的艺术团体。
- 1952年歌舞团首次访华，当时受到了中国共产党中央委员会主席毛泽东及中国其他领导同志的接见。
- 1978年该团成立50周年之际获得“国立模范”称号。
- 2009年以120人的阵容访华，庆祝中华人民共和国建国60周年以及中俄建交60周年。[10]
- 2014年底，因中俄两国联合庆祝二战胜利70周年，歌舞团前往中国参与揭幕礼，分别在厦门、珠海、广州大剧院及人民大会堂举行了演出。[11]
- 2016年12月25日，一架俄罗斯国防部所属的图-154客机坠毁，该架飞机载有亚历山德罗夫红旗歌舞团部分团员。[12]俄国防部表示，坠毁的飞机上无人生还。
- 2017年2月16日，经过近一个半月的演员遴选及其他准备工作，重建后的红旗歌舞团举办了空难之后的首场演出[13]。

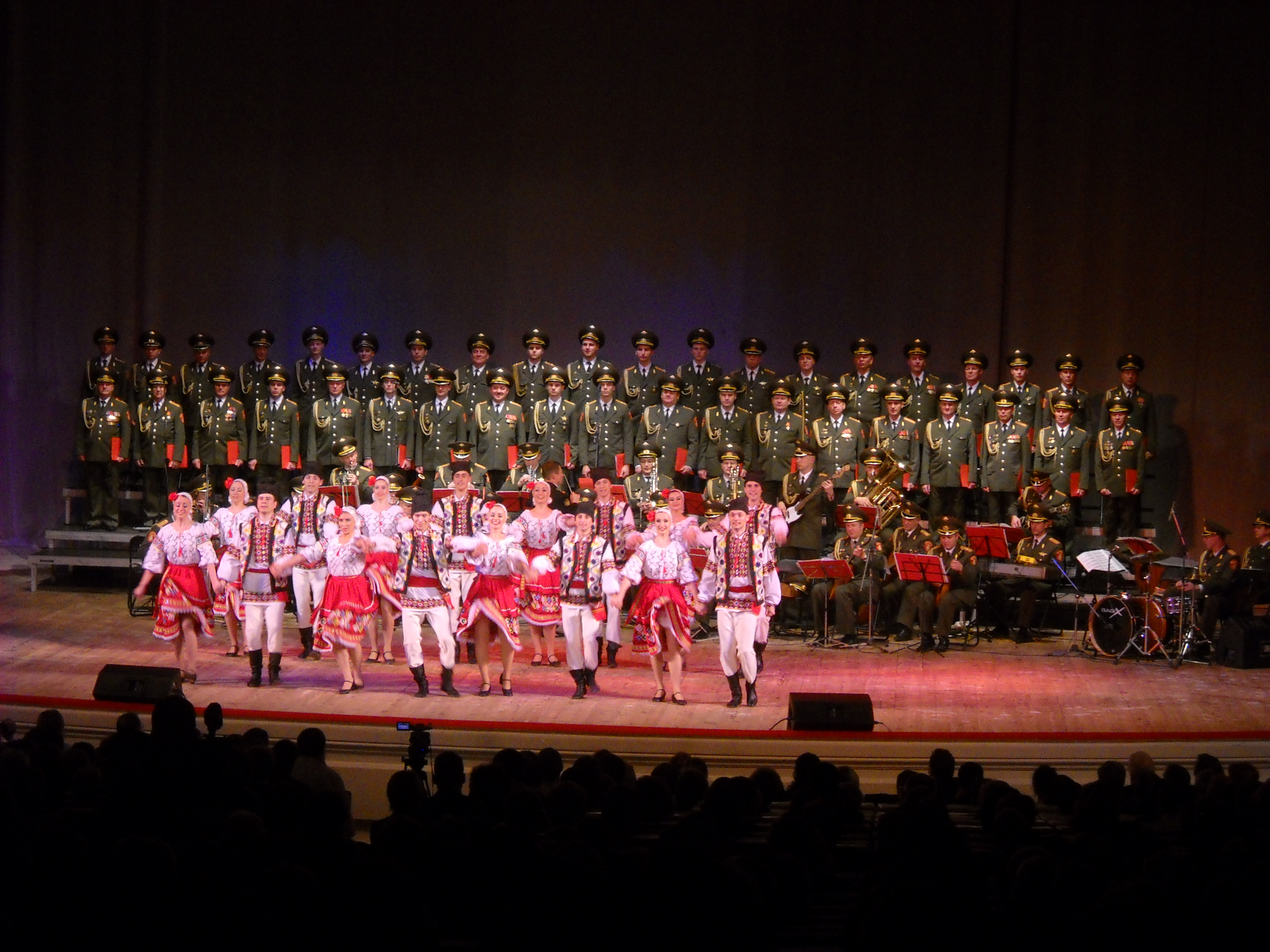
亚历山德罗夫红旗歌舞团, 2009年波兰华沙
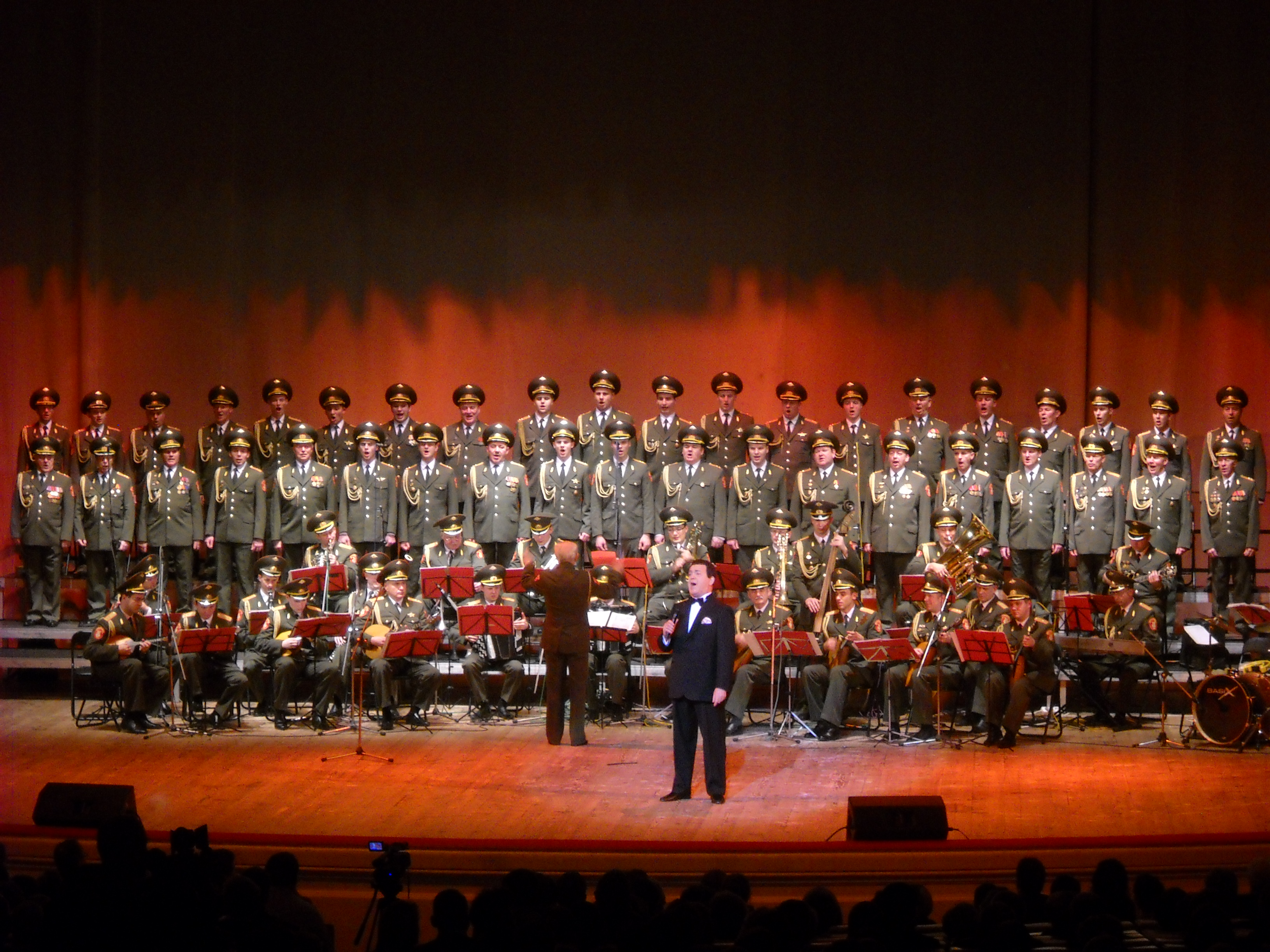
亚历山德罗夫红旗歌舞团和作为独奏者的约瑟夫·科布宗
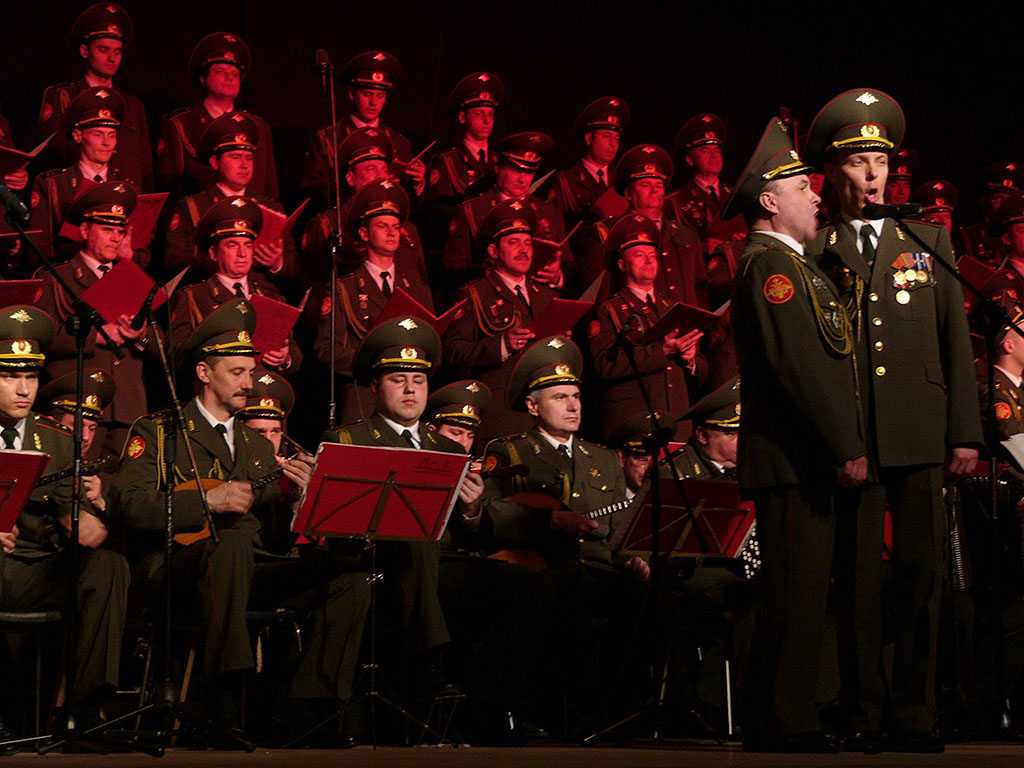
亚历山德罗夫红旗歌舞团, 2006年波兰别尔斯科-比亚瓦

## 演出特色及风格
亚历山德罗夫红旗歌舞团以演唱苏联及俄罗斯军旅歌曲为主要特色，同时也演出俄罗斯民歌及世界各国的经典歌曲。

## 历任团长、总监及作曲家

### 合唱团及乐团团长和指挥
| 汉语译名                             | 俄语原名                         | 军衔 | 任职时间     | 备注 |
| ------------------------------------ | -------------------------------- | ---- | ------------ | --- |
| 亚历山大·瓦西里耶维奇·亚历山德罗夫   | Александр Васильевич Александров | 少将 | 1928-1946    | 首任艺术总监兼指挥 曾获斯大林奖、苏联人民艺术家 为乐团作过多首乐曲，包括苏联国歌                             |
| 鲍里斯·亚历山大耶维奇·亚历山德罗夫   | Борис Александрович Александров  | 少将 | 1946-1987    | 亚历山德罗夫之子， 曾获列宁奖、斯大林奖、苏联人民艺术家、社会主义劳动英雄                                    |
| 阿纳托利·瓦西里耶维奇·马尔采夫       | Анатолий Васильевич Мальцев      | 上校 | 1987-1992    | 担任团长前为团内助理指挥 俄罗斯人民艺术家                                                                    |
| 伊戈尔·格曼诺维奇·阿戈弗尼科夫       | Игорь Германович Агафонников     | 上校 | 1992-1993    | 1992年前为乐团艺术总监兼指挥、歌舞团副指挥 俄罗斯人民艺术家                                                  |
| 德米特里·瓦西里耶维奇·索莫夫         | Дмитрий Васильевич Сомов         | 上校 | 1993-2002    | 俄罗斯功勋文化工作者                                                                                         |
| 维克多·阿列克塞耶维奇·费多罗夫       | Виктор Алексеевич Фёдоров        | 上校 | 1994-2003    | 合唱团指挥 俄罗斯人民艺术家                                                                                  |
| 列昂尼德·伊凡诺维奇·马列夫           | Леонид Иванович Малев            | 上校 | 2002-2016    | 合唱团总监 俄罗斯功勋文化工作者、俄罗斯功勋艺术家 曾负责为歌舞团安排新的环球巡演，包括于2004年在梵蒂冈的演出 |
| 维亚切斯拉夫·阿列克塞耶维奇·科罗布科 | Вячеслав Алексеевич Коробко      | 上校 | 2003-2008    | 艺术总监兼首席指挥 俄罗斯人民艺术家                                                                          |
| 伊戈尔·伊凡诺维奇·拉耶夫斯基         | Игорь Иванович Раевский          | 上校 | 2008-2012    | 团艺术总监 俄罗斯人民艺术家、白俄罗斯功勋艺术家，曾获捷克斯洛伐克国家奖                                      |
| 根纳季·谢纳丰托维奇·萨切纽克         | Геннадий Ксенафонтович Саченюк   | 上校 | 2012-2016    | 俄罗斯功勋文化工作者、北奥塞梯共和国人民艺术家 历任艺术总监、首席指挥及副团长                                |
| 瓦列里·米哈伊洛维奇·哈利洛夫         | Вале́рий Миха́йлович Хали́лов       | 中将 | 2016年5-12月 | 俄罗斯人民艺术家                                                                                             |
| 根纳季·谢纳丰托维奇·萨切纽克         | Геннадий Ксенафонтович Саченюк   | 上校 | 2017         | 俄罗斯功勋文化工作者、北奥塞梯共和国人民艺术家 历任艺术总监、首席指挥及副团长                                |

### 作曲家及助理总监
- 洛夫·康斯坦丁诺维奇·克尼佩尔（Лев Константинович Книппер，1898-1974）：曾为《草原骑兵歌》编曲。
- 康斯坦丁·费德罗维奇·丹克维奇（俄语：Данькевич, Константин Фёдорович）（Констянтин Фе́дорович Дaнкевич，1905-1984）：乌克兰籍艺术家，在第比利斯时为红旗歌舞团的歌舞总监，写了另一版本的乌克兰之诗。
- 帕夫洛·帕夫洛维奇·维斯基（俄语：Вирский, Павел Павлович）（Павло Павлович Вірський，1905-1975），自1942年起为红旗歌舞团艺术总监。
- 萨穆伊尔·雅科夫列维奇·波克拉斯（Самуил Яковлевич Покрасс，1897-1939），曾为《红军最强大》编曲。

## 在外演出
二战结束之后，亚历山德罗夫红旗歌舞团频繁在世界各国访问演出，被世界各国公认为俄罗斯文化的名片之一。自1952年至2018年，红旗歌舞团在中国各地共举行了十次巡演，在首次访华时还受到了中国共产党中央委员会主席毛泽东的接见。1955年，红旗歌舞团前往英国开展了为期8个星期的演出，当时的英国媒体对其演出予以高度评价，甚至称“若红军歌舞团的成员被充作军队，必定可以轻而易举地攻克世界任何一个城市，不需要武器，只要从那个城市的歌剧院开始发动进攻。”2004年，在新任团长列昂尼德对歌舞团的环球演出进行改革后，歌舞团在梵蒂冈举行了一次演出，此次演出后来被时任枢机主教的教宗方济各所称赞，并祝福2016年空难事件中受难人员的家属得到慰藉。

## 影视作品
在鲍里斯·亚历山德罗夫领导下的红旗歌舞团所演唱的歌曲《蒂珀雷里在远方》在1981年的电影《從海底出擊》中出现。至21世纪初，歌舞团部分团员在纽约大中央总站演唱国际歌，此场景出现于皮特·米勒2000年的同名纪录片The Internationale中。除此之外，另有多部影视作品采用了红旗歌舞团所创作、演唱的音乐作品。